# Lim Eun-ji
Lim Eun-ji (koreanisch 임은지 林恩知; * 2. April 1989 in Seoul) ist eine südkoreanische Leichtathletin, die sich auf den Stabhochsprung spezialisiert hat.

## Sportliche Laufbahn
Erste internationale Erfahrungen sammelte Lim Eun-ji bei den Ostasienspielen 2009 in Hongkong, bei denen sie mit 4,20 m die Goldmedaille gewann. 2013 nahm sie an den Asienmeisterschaften in Pune teil und wurde dort mit übersprungenen 4,10 m Vierte. Im Jahr darauf nahm sie erstmals an den Asienspielen im heimischen Incheon teil und gewann dort mit 4,15 m die Bronzemedaille. Auch bei den Asienspielen vier Jahre später in der indonesischen Hauptstadt Jakarta gewann sie mit 4,20 m die Bronzemedaille hinter der Chinesin Li Ling und der Thailänderin Sukanya Chomchuendee. Bei den Asienmeisterschaften in Doha mit einer Höhe von 4,10 m den vierten Platz. 2025 brachte sie bei den Asienmeisterschaften in Gumi keinen gültigen Versuch zustande und blieb somit ohne Höhe.
In den Jahren 2013 und 2016 sowie 2018, 2019 und 2022 wurde Lim südkoreanische Meisterin im Stabhochsprung. 2010 wurde sie auf die verbotenen Substanzen Hydrochlorothiazid und Chlorthiazid getestet und daraufhin für drei Monate gesperrt.